# Étouy
Étouy és un municipi francès, situat al departament de l'Oise i a la regió dels Alts de França. L'any 2007 tenia 793 habitants.

## Demografia

### Població
El 2007 la població de fet d'Étouy era de 793 persones. Hi havia 308 famílies de les quals 68 eren unipersonals (36 homes vivint sols i 32 dones vivint soles), 80 parelles sense fills, 136 parelles amb fills i 24 famílies monoparentals amb fills.
La població ha evolucionat segons el següent gràfic:
Habitants censats

### Habitatges
El 2007 hi havia 329 habitatges, 310 eren l'habitatge principal de la família, 4 eren segones residències i 14 estaven desocupats. 315 eren cases i 11 eren apartaments. Dels 310 habitatges principals, 270 estaven ocupats pels seus propietaris, 32 estaven llogats i ocupats pels llogaters i 8 estaven cedits a títol gratuït; 6 tenien dues cambres, 52 en tenien tres, 97 en tenien quatre i 156 en tenien cinc o més. 249 habitatges disposaven pel capbaix d'una plaça de pàrquing. A 124 habitatges hi havia un automòbil i a 166 n'hi havia dos o més.

### Piràmide de població
La piràmide de població per edats i sexe el 2009 era:
| Homes | Edats   | Dones |
| ----- | ------- | ----- |
| 0     | 95 o +  | 0     |
| 0     | 90 a 94 | 0     |
| 0     | 85 a 89 | 8     |
| 0     | 80 a 84 | 0     |
| 4     | 75 a 79 | 4     |
| 20    | 70 a 74 | 24    |
| 24    | 65 a 69 | 12    |
| 20    | 60 a 64 | 4     |
| 28    | 55 a 59 | 16    |
| 16    | 50 a 54 | 24    |
| 20    | 45 a 49 | 40    |
| 32    | 40 a 44 | 24    |
| 44    | 35 a 39 | 24    |
| 40    | 30 a 34 | 56    |
| 24    | 25 a 29 | 16    |
| 24    | 20 a 24 | 32    |
| 20    | 15 a 19 | 36    |
| 12    | 10 a 14 | 32    |
| 28    | 5 a 9   | 36    |
| 28    | 0 a 4   | 20    |

## Economia
El 2007 la població en edat de treballar era de 528 persones, 388 eren actives i 140 eren inactives. De les 388 persones actives 359 estaven ocupades (187 homes i 172 dones) i 29 estaven aturades (17 homes i 12 dones). De les 140 persones inactives 60 estaven jubilades, 49 estaven estudiant i 31 estaven classificades com a «altres inactius».

### Ingressos
El 2009 a Étouy hi havia 313 unitats fiscals que integraven 803,5 persones, la mediana anual d'ingressos fiscals per persona era de 20.976 €.

### Activitats econòmiques
Dels 14 establiments que hi havia el 2007, 1 era d'una empresa alimentària, 2 d'empreses de fabricació d'altres productes industrials, 3 d'empreses de construcció, 3 d'empreses de comerç i reparació d'automòbils, 2 d'empreses d'hostatgeria i restauració, 1 d'una empresa de serveis i 2 d'empreses classificades com a «altres activitats de serveis».
Dels 4 establiments de servei als particulars que hi havia el 2009, 1 era una fusteria, 1 lampisteria i 2 empreses de construcció.
L'únic establiment comercial que hi havia el 2009 era una fleca.
L'any 2000 a Étouy hi havia 7 explotacions agrícoles que ocupaven un total de 628 hectàrees.

## Equipaments sanitaris i escolars
L'únic equipament sanitari que hi havia el 2009 era una farmàcia.
El 2009 hi havia una escola elemental.

## Poblacions més properes
El següent diagrama mostra les poblacions més properes.